# نورث پول (آلاسکا)
نورث پول (به انگلیسی: North Pole) شهری در بخش فیربنکس نورث استار ایالت آلاسکا است که جمعیت آن در سرشماری سال ۲۰۰۰ میلادی ۱۵۷۰ نفر بوده‌است.